# Groupes montagne des sapeurs-pompiers

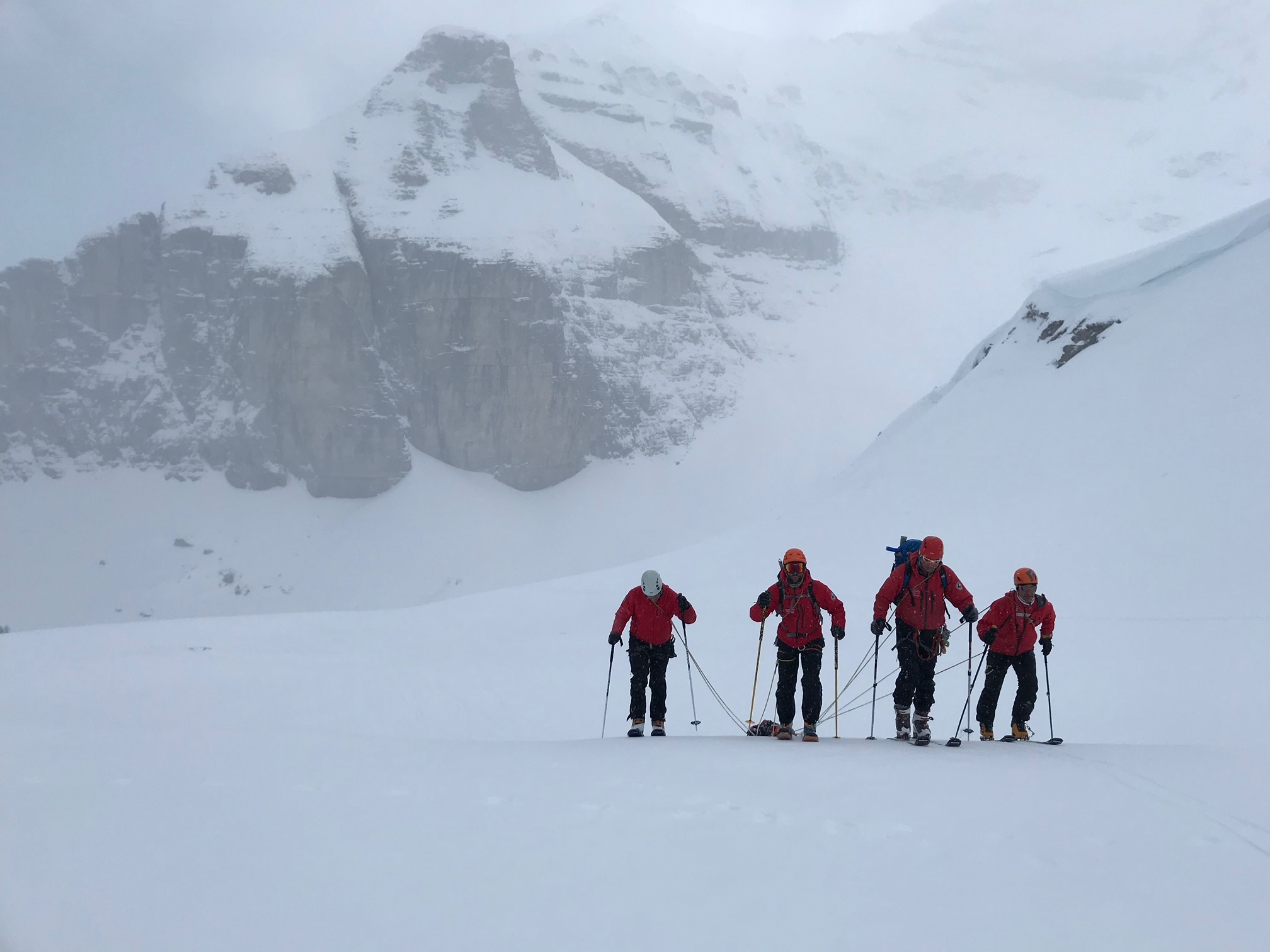
Secours terrestre. Évacuation d'un blessé à l'aide du brancard UT 2000 par une unité du GMSP.

Les groupes de montagne des sapeurs pompiers (GMSP) sont des unités de sapeurs-pompiers françaises ayant une spécialisation dans les secours en montagne et les sauvetages en milieux difficiles d’accès et périlleux. Le champ d'action des secouristes du GMSP est le secours en paroi, le sauvetage en avalanche, en canyon, en secteur glaciaire (crevasse, goulotte, cascade de glace) et les recherches de personnes. Leurs missions changent en fonction du terrain auquel les secouristes doivent faire face lors de leurs opérations.

## Présentation
Les GMSP ont été créés le 23 février 1993 par le service départemental d'incendie et de secours (SDIS) 74. Ces unités de secouristes en montagne utilisent des méthodes adaptées au terrain de montagne et accèdent aux victimes notamment grâce aux techniques de l'alpinisme.
Une grande partie des membres des GMSP sont aussi guides de haute montagne ou aspirants guides, accompagnateurs en moyenne montagne, moniteurs nationaux de ski, pisteurs-secouristes alpins ou nordiques, ou encore maîtres-chiens d’avalanche. Leur formation leur permet d’intervenir dans des conditions très spécifiques liées à l'environnement montagneux. En 2018, 50 GMSP opéraient en Haute-Savoie pour le secours à personne dans les milieux difficiles d'accès ou périlleux . Les GMSP sont présents dans de nombreux départements mais leurs principales zones d'action sont les Pyrénées, l'arc alpin  et la Corse,,,.

## Collaboration entre services

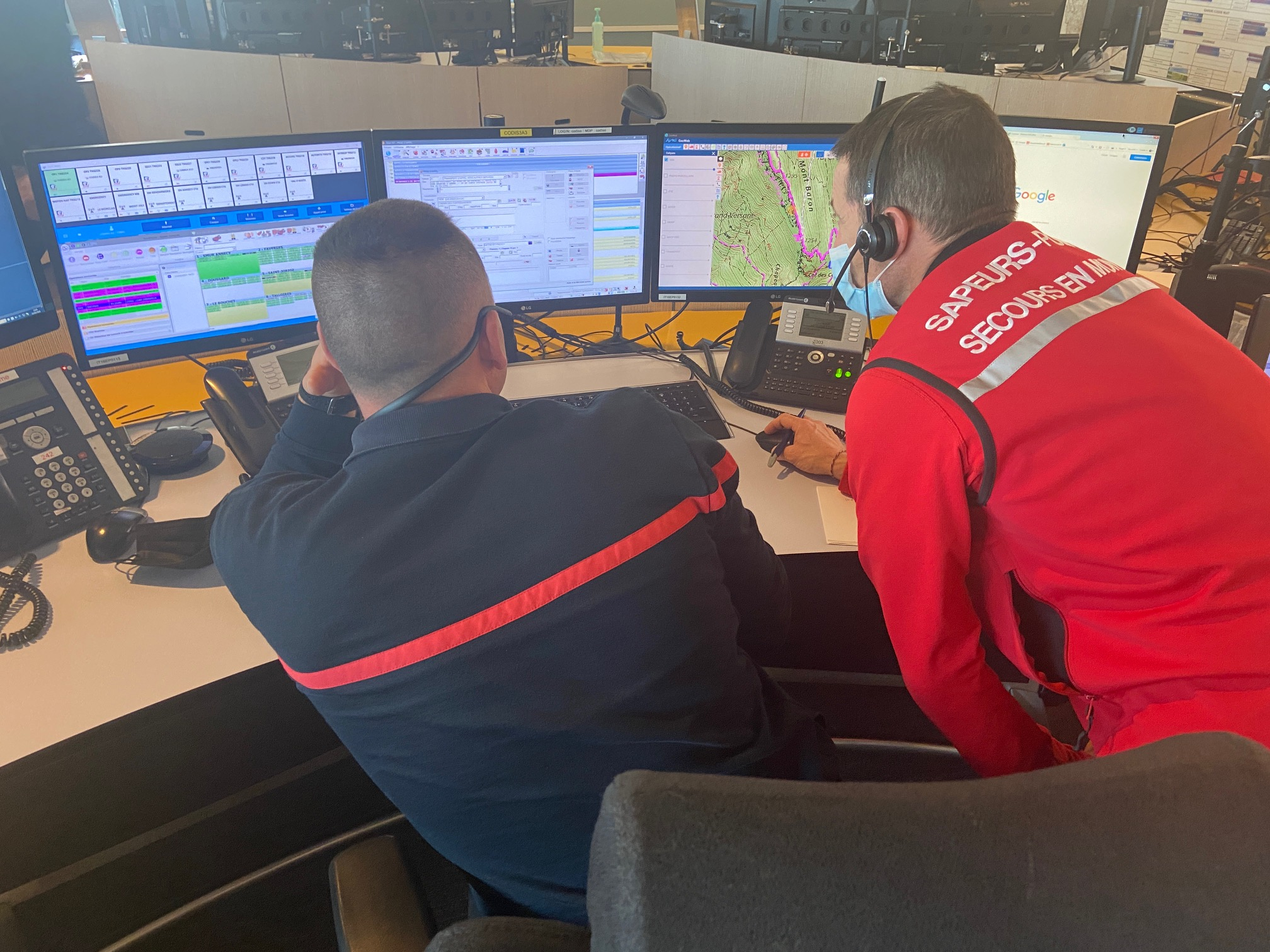
Un opérateur du CODIS et un secouriste en montagne du GMSP régulant une demande de secours en montagne 112.

Les interventions des GMSP se font parfois en collaboration avec le PGHM ou les compagnies républicaines de sécurité en montagne (CRS). Par exemple, l'organisation des secours en montagne en Haute-Savoie se fait en mixité entre le PHGM et le GMSP,,. En Corse l’organisation des secours est basée sur le principe de l’alternance entre GMSP et PGHM. En revanche, dans certains départements, seuls les GMSP sont présents. Les interventions à grande échelle lors de catastrophes sont déclenchées par le préfet grâce au Dispositif ORSEC.

## Composition et engagements
Lors des secours, les GMSP sont composés de chefs d'unités qui dirigent les opérations, d'équipiers et de médecin. Des conseillers techniques avec une solide expérience et une formation complémentaire épaulent les unités en opération.
Le nombre d'intervention varie selon chaque département. Par exemple, en Haute-Savoie les GMSP ont effectué plus de 500 engagements en 2018. En Corse, ils opèrent en moyenne 200 interventions par an et travaillent en alternance avec le PGHM, une semaine sur deux. Le PGHM corse effectue le même nombre de secours, ce qui fait un total moyen de 400 interventions en montagne par an seulement en Corse.

## Formation
La formation des équipiers GMSP est organisée par l'ECASC (école d’application de la sécurité civile), basée au château de Valabre. Cette formation est déconcentrée dans les départements où l'environnement montagneux correspond aux compétences requises pour le secours en montage. La formation des GMSP se déroule sur plusieurs années et est composée de plusieurs modules. Une journée de tests permet de sélectionner les pompiers qui accèderont au premier module de formation. Ce premier niveau de formation de Secours en MOntagne niveau 1 (SMO1) ne permet pas d'activité opérationnelle, mais marque le début de la formation. Le SMO2 permet au pompier de devenir équipier secours en montagne spécialité neige 1 Glace 1. Le SMO3 forme les chefs d'unités secours en montagne spécialité Neige 2 Glace 2. Enfin, les conseillers techniques suivent une formation complémentaire appelée CT (Conseiller Technique pour le secours en montagne). Ces formations permettent aux GMSP d'acquérir des connaissances techniques évidemment, mais aussi juridiques. Enfin, des spécialités peuvent s'ajouter en fonction des besoins locaux (spécialité canyon, spéléologie, etc.). Certaines compétences des GMSP sont communes avec celles des équipiers GRIMP, qui se forment également à Valabre. Au-delà de ces trois niveaux qui permettent aux pompiers d'acquérir les compétences nécessaires pour effectuer des secours en milieu montagneux, la formation des GMSP est continue grâce aux nombreuses simulations mises en place par les chefs d'unités.